# Трубкокрут дубовий
Трубкокру́т дубо́вий, Attelábus nítens — вид жуків родини Трубкокрути (Attelabidae). Це комаха 4 — 6 мм завдовжки, яка може завдавати помітної шкоди дубам.

## Зовнішній вигляд[2]
Основні ознаки:
• кігтики біля своєї основи зрослися;
• внутрішній край передніх гомілок загублений, гомілки мають на вершині гачкоподібний зубець;
• вилиці паралельні або розширені дозаду і не мають перетяжки у вигляді шиї, передній край 
передньоспинки із добре помітною перетяжкою;
• надкрила блискучі, голі, за плечима з рядами тонких неглибоких рядів точок, проміжки між рядами пласкі;
• тіло загалом чорне, передньоспинка і надкрила червоні, інколи ноги теж часткового червоні;
• голова трохи видовжена, зверху опукла біля місця прикріплення вусиків.

## Спосіб життя
Жуки активні вдень. У разі найменшої небезпеки (майнула тінь від птаха, щось струсонуло гілку і т.і.) вони миттю піджимають ноги і падають. Опинившись у траві або на ґрунті попід деревом, вони певний час лишаться нерухомими (танатоз). Жуки харчуються, обгризаючи края молодих листків дуба, каштана, інколи — ліщини, берези, граба і бука. Цими ж рослинами харчується і личинка.

### Життєвий цикл
Після парування самка підшукує листок кормової рослини для відкладання яєць. Спершу вона обстежує листок, оцінюючи його розміри. Потім прогризає листок по особливій траєкторії з одного краю та з іншого. Два погризи йдуть назустріч один одному, але не з'єднуються, бо між ними лишається неушкодженою центральна жилка. Жук лише робить на ній неглибокий надгриз. Завдяки йому й загальному пошкодженню інших, дрібніших жилок, листок трохи в'яне. Це дозволяє жуку згорнути з нього видовжений пакуночок, який висить на центральній жилці і не розгортається. Математичне моделювання показало, що роблячи надрізи, самка інстинктивно «розв'язує» досить складне завдання, яке можна сформулювати так: «Побудова еволюти за заданою евольвентою».

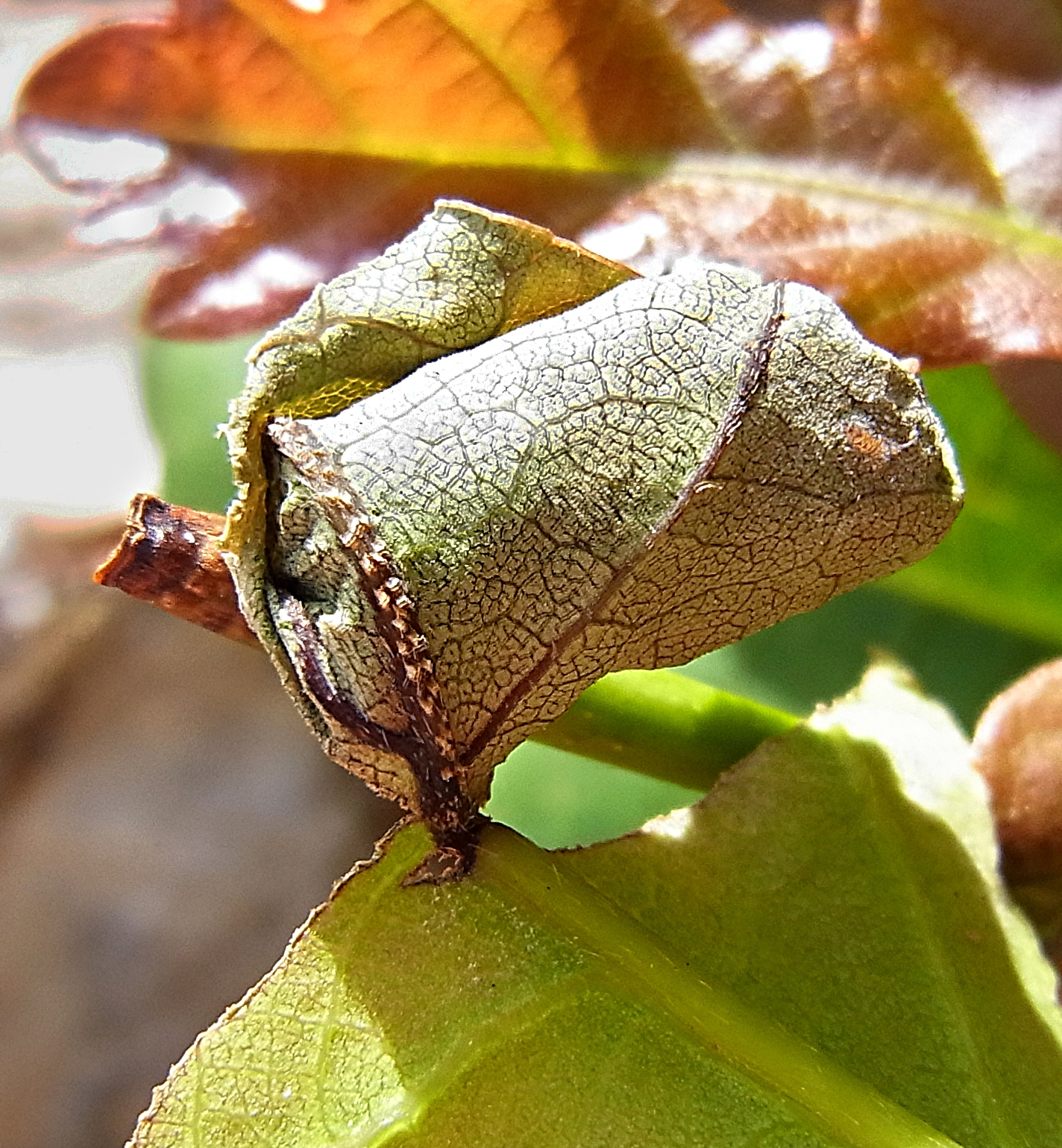
Згорнута частина листка, всередині якого розвивається личинка трубкокрута

Всередину пакуночка самка відкладає яйце, з якого згодом виходить біла, вкрита волосками личинка. Вона вигризає тунель у листковій м'якоті. Звичайно, пакуночок із часом відривається і опиняється на землі. Личинка виходить, зимує у ґрунті і заляльковується навесні. Жуки нового покоління з'являються у другій половині квітня-травні і розлітаються у пошуках кормових дерев. Комаха дає одне покоління на рік.
За сезон самка згортає до 30 листків, відкладаючи у кожен до 5 яєць.

## Географічне поширення
Вид поширений майже по всій Західній Палеарктиці: від Португалії та Франції до Туркменістану, включаючи Україну і доходячи на півночі до Великої Британії і Фінляндії.

## Значення у природі та житті людини
Подібно до інших видів, дубовий трубкокрут є невід'ємною ланкою природних екосистем, споживаючи рослинні тканини і стаючи здобиччю тварин — хижаків та паразитів. Звичайно, чисельність цього виду незначна, і втрати від його діяльності економічно невідчутні. Шкода від нього може виявитись помітною у агроценозах — лісосмугах, штучних лісових масивах, парках та декоративних насадженнях.